# Llista d'asteroides/194201-194300
| Nom      | Designació provisional | Data de descobriment | Lloc de descobriment | Descobridor/s  |
| -------- | ---------------------- | -------------------- | -------------------- | -------------- |
| 194201 - | 2001 TQ91              | 14 d'octubre de 2001 | Socorro              | LINEAR         |
| 194202 - | 2001 TE93              | 14 d'octubre de 2001 | Socorro              | LINEAR         |
| 194203 - | 2001 TE97              | 14 d'octubre de 2001 | Socorro              | LINEAR         |
| 194204 - | 2001 TE98              | 14 d'octubre de 2001 | Socorro              | LINEAR         |
| 194205 - | 2001 TV98              | 14 d'octubre de 2001 | Socorro              | LINEAR         |
| 194206 - | 2001 TD99              | 14 d'octubre de 2001 | Socorro              | LINEAR         |
| 194207 - | 2001 TG99              | 14 d'octubre de 2001 | Socorro              | LINEAR         |
| 194208 - | 2001 TT101             | 15 d'octubre de 2001 | Socorro              | LINEAR         |
| 194209 - | 2001 TJ104             | 15 d'octubre de 2001 | Desert Eagle         | W. K. Y. Yeung |
| 194210 - | 2001 TW110             | 14 d'octubre de 2001 | Socorro              | LINEAR         |
| 194211 - | 2001 TE111             | 14 d'octubre de 2001 | Socorro              | LINEAR         |
| 194212 - | 2001 TH114             | 14 d'octubre de 2001 | Socorro              | LINEAR         |
| 194213 - | 2001 TA123             | 12 d'octubre de 2001 | Anderson Mesa        | LONEOS         |
| 194214 - | 2001 TD124             | 12 d'octubre de 2001 | Haleakala            | NEAT           |
| 194215 - | 2001 TE124             | 12 d'octubre de 2001 | Haleakala            | NEAT           |
| 194216 - | 2001 TM133             | 12 d'octubre de 2001 | Haleakala            | NEAT           |
| 194217 - | 2001 TW133             | 12 d'octubre de 2001 | Haleakala            | NEAT           |
| 194218 - | 2001 TU135             | 13 d'octubre de 2001 | Palomar              | NEAT           |
| 194219 - | 2001 TD137             | 14 d'octubre de 2001 | Palomar              | NEAT           |
| 194220 - | 2001 TK139             | 10 d'octubre de 2001 | Palomar              | NEAT           |
| 194221 - | 2001 TN141             | 10 d'octubre de 2001 | Palomar              | NEAT           |
| 194222 - | 2001 TX143             | 10 d'octubre de 2001 | Palomar              | NEAT           |
| 194223 - | 2001 TE145             | 10 d'octubre de 2001 | Palomar              | NEAT           |
| 194224 - | 2001 TR145             | 10 d'octubre de 2001 | Palomar              | NEAT           |
| 194225 - | 2001 TX145             | 10 d'octubre de 2001 | Palomar              | NEAT           |
| 194226 - | 2001 TQ147             | 10 d'octubre de 2001 | Palomar              | NEAT           |
| 194227 - | 2001 TW147             | 10 d'octubre de 2001 | Palomar              | NEAT           |
| 194228 - | 2001 TL150             | 10 d'octubre de 2001 | Palomar              | NEAT           |
| 194229 - | 2001 TR150             | 10 d'octubre de 2001 | Palomar              | NEAT           |
| 194230 - | 2001 TF152             | 10 d'octubre de 2001 | Palomar              | NEAT           |
| 194231 - | 2001 TW154             | 15 d'octubre de 2001 | Palomar              | NEAT           |
| 194232 - | 2001 TR157             | 14 d'octubre de 2001 | Kitt Peak            | Spacewatch     |
| 194233 - | 2001 TY157             | 10 d'octubre de 2001 | Palomar              | NEAT           |
| 194234 - | 2001 TU160             | 15 d'octubre de 2001 | Kitt Peak            | Spacewatch     |
| 194235 - | 2001 TT163             | 11 d'octubre de 2001 | Palomar              | NEAT           |
| 194236 - | 2001 TA164             | 11 d'octubre de 2001 | Palomar              | NEAT           |
| 194237 - | 2001 TV165             | 14 d'octubre de 2001 | Socorro              | LINEAR         |
| 194238 - | 2001 TB166             | 14 d'octubre de 2001 | Socorro              | LINEAR         |
| 194239 - | 2001 TV175             | 14 d'octubre de 2001 | Socorro              | LINEAR         |
| 194240 - | 2001 TT178             | 14 d'octubre de 2001 | Socorro              | LINEAR         |
| 194241 - | 2001 TO179             | 14 d'octubre de 2001 | Socorro              | LINEAR         |
| 194242 - | 2001 TG189             | 14 d'octubre de 2001 | Socorro              | LINEAR         |
| 194243 - | 2001 TQ190             | 14 d'octubre de 2001 | Socorro              | LINEAR         |
| 194244 - | 2001 TX190             | 14 d'octubre de 2001 | Socorro              | LINEAR         |
| 194245 - | 2001 TZ190             | 14 d'octubre de 2001 | Socorro              | LINEAR         |
| 194246 - | 2001 TG192             | 14 d'octubre de 2001 | Socorro              | LINEAR         |
| 194247 - | 2001 TM195             | 15 d'octubre de 2001 | Palomar              | NEAT           |
| 194248 - | 2001 TA199             | 11 d'octubre de 2001 | Socorro              | LINEAR         |
| 194249 - | 2001 TL199             | 11 d'octubre de 2001 | Socorro              | LINEAR         |
| 194250 - | 2001 TB204             | 11 d'octubre de 2001 | Socorro              | LINEAR         |
| 194251 - | 2001 TS204             | 11 d'octubre de 2001 | Socorro              | LINEAR         |
| 194252 - | 2001 TX205             | 11 d'octubre de 2001 | Socorro              | LINEAR         |
| 194253 - | 2001 TW212             | 13 d'octubre de 2001 | Anderson Mesa        | LONEOS         |
| 194254 - | 2001 TF224             | 14 d'octubre de 2001 | Socorro              | LINEAR         |
| 194255 - | 2001 TU227             | 15 d'octubre de 2001 | Socorro              | LINEAR         |
| 194256 - | 2001 TH230             | 15 d'octubre de 2001 | Palomar              | NEAT           |
| 194257 - | 2001 TW231             | 15 d'octubre de 2001 | Kitt Peak            | Spacewatch     |
| 194258 - | 2001 TG235             | 15 d'octubre de 2001 | Palomar              | NEAT           |
| 194259 - | 2001 TQ237             | 10 d'octubre de 2001 | Palomar              | NEAT           |
| 194260 - | 2001 TC240             | 10 d'octubre de 2001 | Palomar              | NEAT           |
| 194261 - | 2001 TP250             | 14 d'octubre de 2001 | Apache Point         | SDSS           |
| 194262 - | 2001 TE257             | 10 d'octubre de 2001 | Palomar              | NEAT           |
| 194263 - | 2001 UL                | 16 d'octubre de 2001 | Socorro              | LINEAR         |
| 194264 - | 2001 UY                | 17 d'octubre de 2001 | Socorro              | LINEAR         |
| 194265 - | 2001 UB1               | 17 d'octubre de 2001 | Desert Eagle         | W. K. Y. Yeung |
| 194266 - | 2001 UV1               | 17 d'octubre de 2001 | Socorro              | LINEAR         |
| 194267 - | 2001 UU3               | 16 d'octubre de 2001 | Socorro              | LINEAR         |
| 194268 - | 2001 UY4               | 16 d'octubre de 2001 | Socorro              | LINEAR         |
| 194269 - | 2001 UU7               | 17 d'octubre de 2001 | Socorro              | LINEAR         |
| 194270 - | 2001 UT10              | 21 d'octubre de 2001 | Desert Eagle         | W. K. Y. Yeung |
| 194271 - | 2001 UN12              | 24 d'octubre de 2001 | Desert Eagle         | W. K. Y. Yeung |
| 194272 - | 2001 UU12              | 24 d'octubre de 2001 | Desert Eagle         | W. K. Y. Yeung |
| 194273 - | 2001 UH13              | 24 d'octubre de 2001 | Desert Eagle         | W. K. Y. Yeung |
| 194274 - | 2001 UL16              | 25 d'octubre de 2001 | Eskridge             | G. Hug         |
| 194275 - | 2001 UJ21              | 17 d'octubre de 2001 | Socorro              | LINEAR         |
| 194276 - | 2001 UJ24              | 18 d'octubre de 2001 | Socorro              | LINEAR         |
| 194277 - | 2001 UC28              | 16 d'octubre de 2001 | Socorro              | LINEAR         |
| 194278 - | 2001 UN29              | 16 d'octubre de 2001 | Socorro              | LINEAR         |
| 194279 - | 2001 UX30              | 16 d'octubre de 2001 | Socorro              | LINEAR         |
| 194280 - | 2001 UC33              | 16 d'octubre de 2001 | Socorro              | LINEAR         |
| 194281 - | 2001 UP35              | 16 d'octubre de 2001 | Socorro              | LINEAR         |
| 194282 - | 2001 UE42              | 17 d'octubre de 2001 | Socorro              | LINEAR         |
| 194283 - | 2001 UZ42              | 17 d'octubre de 2001 | Socorro              | LINEAR         |
| 194284 - | 2001 UB47              | 17 d'octubre de 2001 | Socorro              | LINEAR         |
| 194285 - | 2001 UL47              | 17 d'octubre de 2001 | Socorro              | LINEAR         |
| 194286 - | 2001 UF49              | 17 d'octubre de 2001 | Socorro              | LINEAR         |
| 194287 - | 2001 UL49              | 17 d'octubre de 2001 | Socorro              | LINEAR         |
| 194288 - | 2001 UU49              | 17 d'octubre de 2001 | Socorro              | LINEAR         |
| 194289 - | 2001 UN52              | 17 d'octubre de 2001 | Socorro              | LINEAR         |
| 194290 - | 2001 UP52              | 17 d'octubre de 2001 | Socorro              | LINEAR         |
| 194291 - | 2001 UC54              | 17 d'octubre de 2001 | Socorro              | LINEAR         |
| 194292 - | 2001 UC55              | 16 d'octubre de 2001 | Socorro              | LINEAR         |
| 194293 - | 2001 UE60              | 17 d'octubre de 2001 | Socorro              | LINEAR         |
| 194294 - | 2001 UH60              | 17 d'octubre de 2001 | Socorro              | LINEAR         |
| 194295 - | 2001 UK60              | 17 d'octubre de 2001 | Socorro              | LINEAR         |
| 194296 - | 2001 US61              | 17 d'octubre de 2001 | Socorro              | LINEAR         |
| 194297 - | 2001 UG62              | 17 d'octubre de 2001 | Socorro              | LINEAR         |
| 194298 - | 2001 UA63              | 17 d'octubre de 2001 | Socorro              | LINEAR         |
| 194299 - | 2001 UJ64              | 18 d'octubre de 2001 | Socorro              | LINEAR         |
| 194300 - | 2001 UO64              | 18 d'octubre de 2001 | Socorro              | LINEAR         |